# Asiento
Cet article possède un paronyme, voir Asientos.
 (juillet 2020).
Si vous disposez d'ouvrages ou d'articles de référence ou si vous connaissez des sites web de qualité traitant du thème abordé ici, merci de compléter l'article en donnant les références utiles à sa vérifiabilité et en les liant à la section « Notes et références ».

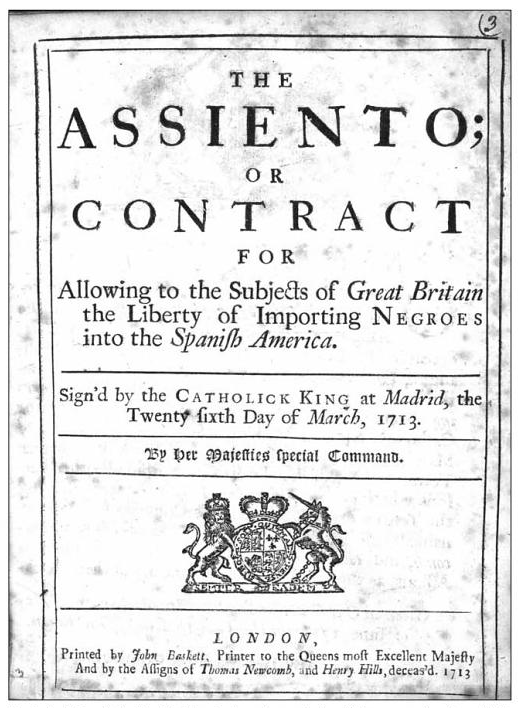
Couverture (anglaise) du contrat Asiento signé par la Grande-Bretagne et l'Espagne en 1713 dans le cadre du traité d'Utrecht qui a mis fin à la guerre de succession d'Espagne.

Un asiento est un type de convention qui avait cours dans l'ancienne monarchie espagnole. Il conférait à des acteurs privés le monopole d'exercer une compétence de l’État : commerce des esclaves noirs en provenance d'Afrique, prélèvement d'un impôt, transfert de fonds, exploitation d'une route commerciale (notamment celles vers les colonies espagnoles), etc. Ce monopole était concédé pour un temps limité, moyennant le versement d'une redevance à la couronne. Les asientos pouvaient être concédés à des individus, des banques, des entreprises, voire des États étrangers et concernaient tous les aspects de la vie économique du pays. Ils constituaient un moyen courant de gager les emprunts ou payer les dettes de la monarchie, pouvaient se revendre, se partager ou sous-traiter. Ils ressemblent ainsi un peu à la pratique de l'affermage, dans le royaume de France sous l'Ancien Régime.

## L'asiento des esclaves noirs
Il existe donc des asientos pour tous types de produits coloniaux, mais l'asiento des esclaves, destiné à fournir l'Amérique latine en main d'œuvre, est de loin le plus important. En effet, les Espagnols ne pratiquaient pas la traite des Noirs directement ; ils avaient fait le choix de confier celle-ci à d'autres pays (Portugal, Provinces-Unies, France, Angleterre, etc.). L'importance de ce marché explique la concurrence entre les grandes compagnies européennes pour détenir ce privilège aux XVIIe et XVIIIe siècles.
Charles Quint autorisa officiellement l'importation des Noirs pour les colonies d'Amérique en 1519. Il prévoyait un monopole d'État et des concessions aux particuliers.

### Le Portugal
Dans un premier temps, un asiento fut une concession ou une vente ponctuelle à un particulier. Le Portugal, qui était une puissance maritime de premier plan et le maître des principales factoreries africaines, fut le premier pays à bénéficier de l'asiento.

### La Hollande
Les Provinces-Unies prirent le relais du Portugal et conservèrent l'asiento jusqu'à la fin du XVIIe siècle. 

### La France
Philippe V d'Espagne concéda l'asiento à  Louis XIV en 1701. Le royaume de France le conserva jusqu'en 1713. La Compagnie de Guinée qui avait en charge l'asiento, avait pour actionnaires des financiers de premier plan comme Samuel Bernard et Antoine Crozat ainsi que des commerçants malouins.

### L'Angleterre
Les traités d'Utrecht de 1713 firent de l'Angleterre, pour une durée de trente ans, la bénéficiaire du monopole de l’asiento qu'elle concéda aussitôt à la Compagnie des mers du Sud (South Sea Company). Celle-ci assura l’asiento de 1713 à 1759. Parmi les actionnaires de la Compagnie, on trouvait tout l'establishment anglais. Entre 1739 et 1748 eut lieu la guerre de l'Asiento (son nom espagnol) qui eut pour base le désir de la compagnie (et des armateurs indépendants) d'augmenter leur commerce avec les colonies espagnoles, en dépit de la réglementation.

### Les Basques
L'asiento fut confié à un groupe de commerçants basques de 1765 à 1779.

### Fin de l'asiento des esclaves
Les investissements extrêmement importants que nécessitait le commerce triangulaire, couplés à une mauvaise gestion des grandes compagnies font que l'asiento n'est plus vraiment rentable à partir des années 1720. On assiste ainsi à un assouplissement général des monopoles commerciaux, et à une montée des initiatives privées. La contrebande, de plus en plus importante, met à mal le système.
En 1817, l'Espagne adhère à l'abolition de la traite des Noirs, ce qui marque la fin officielle de l'asiento, déjà en désuétude depuis plusieurs années.